# Mount Berrigan
Berrigan är ett berg i Antarktis. Det ligger i Östantarktis. Australien gör anspråk på området. Toppen på Berrigan är 1 249 meter över havet.
Terrängen runt Berrigan är lite kuperad. Trakten är obefolkad. Det finns inga samhällen i närheten. 